# Eva Andén

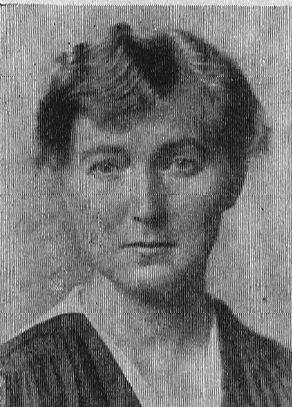
Ein Porträt von Eva Johanna Andén

Eva Johanna Andén (* 23. April 1886 in Uppsala; † 26. März 1970 in Stockholm) war eine schwedische Rechtsanwältin und Journalistin. Am 14. März 1918 wurde sie zum ersten weiblichen Mitglied der schwedischen Anwaltskammer (Schwedisch: Sveriges advokatsamfund) ernannt.

## Leben
Eva Andén wurde als Tochter des Kaufmanns Heribert Andén und seiner Frau Elin Forssman geboren.
1907 begann sie ein Jurastudium an der Universität in Uppsala. Dort war sie die einzige Frau in ihrem Jahrgang und machte 1912 ihren Abschluss. Von 1912 bis 1913 tourte sie durch Schweden und hielt im Auftrag des Landesverbands für Frauen (Landsföreningen för kvinnans politiska rösträtt, LKPR) juristische Vorlesungen. Von 1913 bis 1914 war sie als Notarin am Gericht von Falun angestellt. Von 1914 bis 1915 arbeitete sie als Anwältin in der Kanzlei von Johan Tjerneld, dem Sekretär der schwedischen Anwaltskammer. 1915 übernahm sie die Anwaltskanzlei Anna Pettersson in Stockholm. Die zweite Anwältin in Schweden, Mathilda Staël von Holstein, praktizierte von 1919 bis 1923 in ihrer Kanzlei.
Eva Andén war bis zu ihrem Tod beruflich erfolgreich. Ein besonderes Augenmerk legte sie auf Scheidungs- und Unterhaltsfälle und anderen Fälle, die sich auf Frauen und Kinder konzentrierten. Zu ihren Kunden gehörten Barbro Alving, Selma Lagerlöf und Astrid Lindgren. Andén war Mitglied des staatlichen Rechtsausschusses der Regierung, der die Regierung bei den Gesetzesreformen in Bezug auf Frauen und Kinder beriet. Diese wurden im Jahr der Einführung des Frauenwahlrechts umfassend reformiert. Andén trug zu den Reformen bei, in denen die Rechte der Kinder gestärkt wurden. Außerdem half sie das Eherecht zu reformieren, in dem verheiratete Frauen 1920–1921 von der gesetzlichen Vormundschaft ihrer Ehemänner befreit wurden.
Andén verfasste viele Presseartikel über Frauenrechte in der Ehe, dem Erbrecht, der Abtreibung und der Prostitution. In den 1920er und 1930er Jahren schrieb sie regelmäßig für das liberale feministische Wochenmagazin Tidevarvet.
Sie hat nie geheiratet, lebte aber viele Jahre mit der schwedischen Anwältin und Wahlrechtlerin Lisa Ekedahl zusammen. Sie hatte viele Freundinnen, darunter Alexandra Michailowna Kollontai, Karolina Widerström und Ellen Fries.